# Thomas Mermillod Blondin
Thomas Mermillod Blondin, född 3 januari 1984 i Annecy, är en fransk alpin skidåkare som tävlar på världscupnivå och för Douanes–SC Grand Bornand. Han tävlar i alla discipliner men mest i störtlopp och super-G. Han har en andraplats som bästa resultat i världscupen (Super-G i Lenzerheide 13 mars 2014). 